# Aphrophora
Aphrophora är ett släkte av insekter som beskrevs av Ernst Friedrich Germar 1821. Aphrophora ingår i familjen spottstritar.

## Bildgalleri

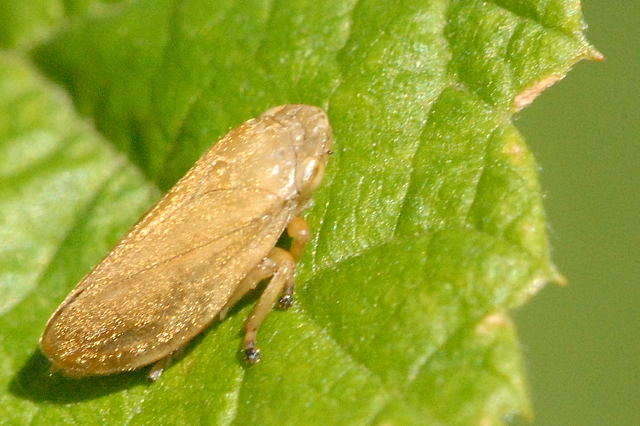
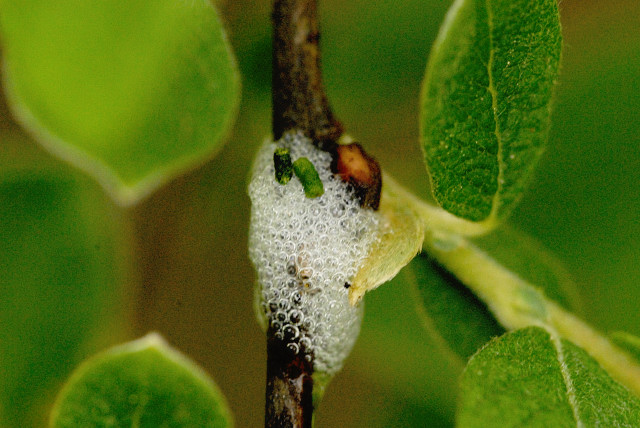
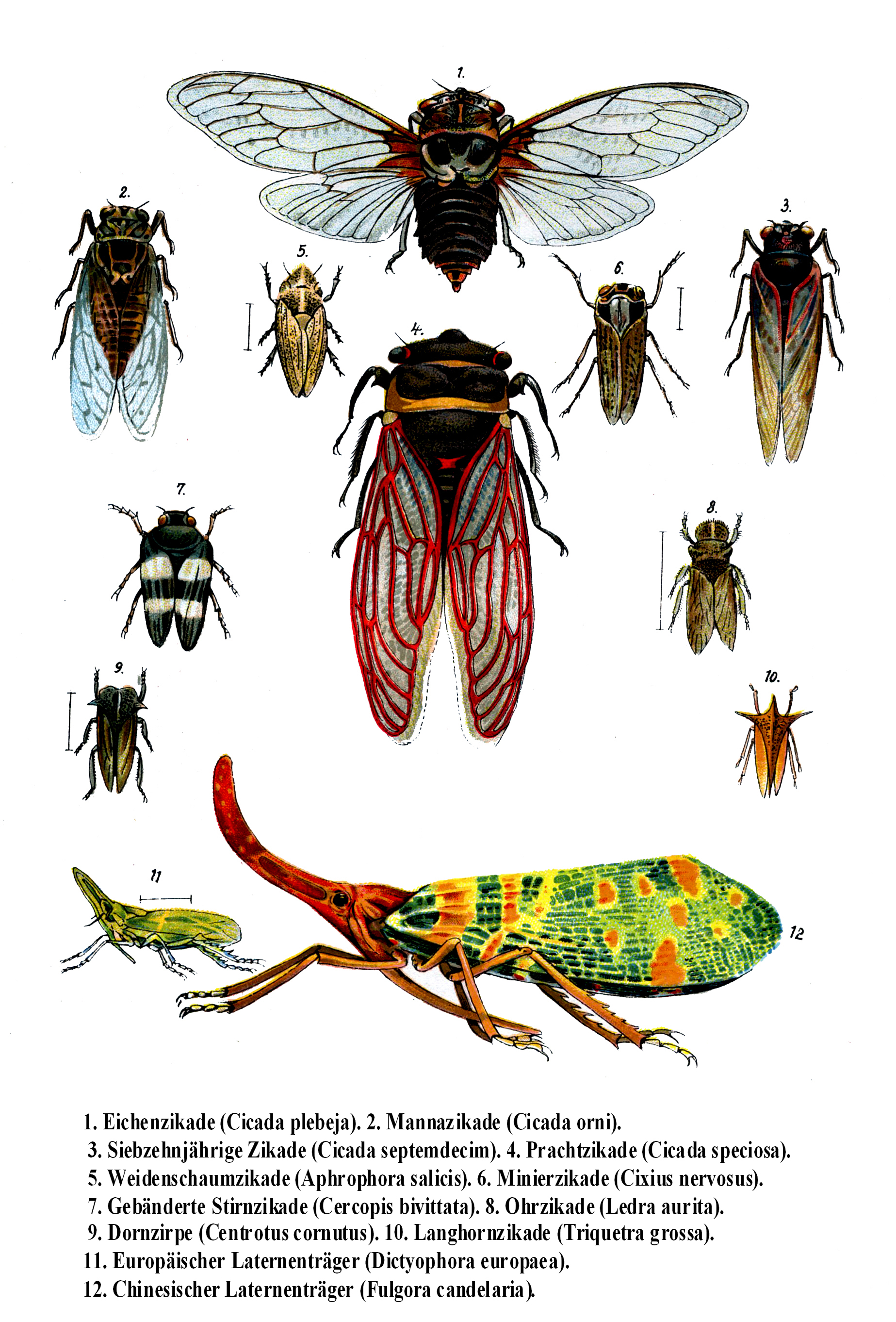

## Dottertaxa tillAphrophora, i alfabetisk ordning[1][2]
- Aphrophora alni
- Aphrophora ambigua
- Aphrophora angulata
- Aphrophora annulata
- Aphrophora aurata
- Aphrophora bimaculata
- Aphrophora binomoriensis
- Aphrophora bipartita
- Aphrophora bipunctata
- Aphrophora bisignata
- Aphrophora brachycephala
- Aphrophora canadensis
- Aphrophora chilensis
- Aphrophora consobrina
- Aphrophora consocia
- Aphrophora corticea
- Aphrophora cribrata
- Aphrophora detrita
- Aphrophora eruginosa
- Aphrophora exoleta
- Aphrophora flavicosta
- Aphrophora forneri
- Aphrophora fulva
- Aphrophora grisea
- Aphrophora harimaensis
- Aphrophora harmandi
- Aphrophora horishana
- Aphrophora horizontalis
- Aphrophora impressa
- Aphrophora inflexa
- Aphrophora irrorata
- Aphrophora jacobii
- Aphrophora jactator
- Aphrophora jalapae
- Aphrophora karenkoensis
- Aphrophora koshireana
- Aphrophora laevior
- Aphrophora maculata
- Aphrophora maculosa
- Aphrophora mandschurica
- Aphrophora memorabilis
- Aphrophora meridionalis
- Aphrophora moorei
- Aphrophora murina
- Aphrophora naevia
- Aphrophora nagasawae
- Aphrophora nancyae
- Aphrophora nuwarana
- Aphrophora okinawana
- Aphrophora ovalis
- Aphrophora peanensis
- Aphrophora pectoralis
- Aphrophora perdubia
- Aphrophora permutata
- Aphrophora phlava
- Aphrophora phuliginosa
- Aphrophora policlora
- Aphrophora princeps
- Aphrophora punctifrons
- Aphrophora punctipes
- Aphrophora quadriuttata
- Aphrophora rubiginosa
- Aphrophora rubra
- Aphrophora rufiventris
- Aphrophora rugosipennis
- Aphrophora sachalinensis
- Aphrophora salicina
- Aphrophora similis
- Aphrophora straminea
- Aphrophora tahagii
- Aphrophora takaii
- Aphrophora tomom
- Aphrophora willemsi
- Aphrophora yohenai